# Binh Thanh
Binh Thanh (Bình Thạnh) este un district central în Ho Și Min (oraș), Vietnam. 